# Akodon aliquantulus
Akodon caenosus là một loài động vật có vú trong họ Cricetidae, bộ Gặm nhấm. Loài này được Díaz, Barquez, Braun, & Mares miêu tả năm 1999.